# رابطة أطباء المجتمع والزائرين الصحيين
جمعية أطباء المجتمع والزوار الصحيين هي اتحاد عمالي وجمعية مهنية للعاملين في مجال الرعاية الصحية في المملكة المتحدة وأيرلندا. وهي جزء من يونايت يونين .
ويشمل أعضاءها البالغ عددهم 18500 عضواً من ا الزائرين الصحيين وممرضات المدارس وممرضات التمريض وممرضات المجتمع الآخرين الذين يعملون في الرعاية الأولية.  وتصدر مجلة شهرية الممارس الاجتماعي ، والتي تحتوي على كل من الأخبار والمقالات العلمية.

## النشاطات
تنظم الجمعية جوائز سنوية للممارسين: ممرضة حضانة المجتمع للعام.  ممرضة المدرسة الوطنية للعام ؛  ولديها صندوق، منحة ماكوين للسفر لنشاط الصحة العامة في الخارج لمساعدة الأعضاء على توسيع خبرتهم.  طالب العام 

## التاريخ

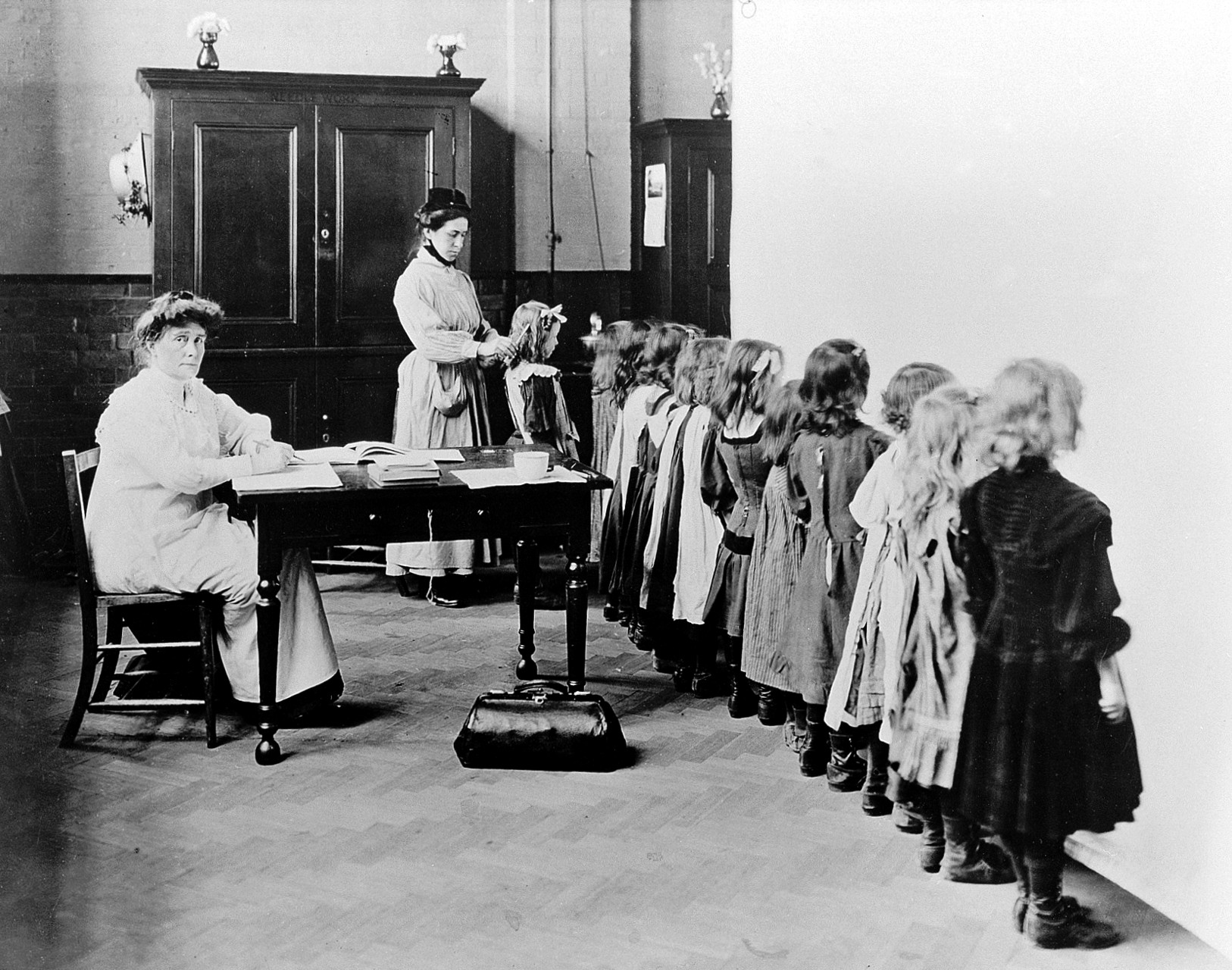
زائرة صحية نسائية تفحص شعر الفتيات حوالي عام 1900.

## الحملات
تهتم بالمحددات الأوسع للصحة وكذلك تطوير آفاق أعضائها. 
تنظر الجمعية بقلق للتغييرات في التكليف بالخدمات المجتمعية للأطفال، والتي سيتم نقلها إلى المجالس المحلية في أكتوبر 2015 ، حيث تم التكليف بالتمريض المدرسي في أبريل 2013. 